# Tomáš Kucharčík
Tomáš Kucharčík (* 10. května 1970 Vlašim) je český hokejový útočník (centr), mistr světa z roku 1999. Absolvent střední průmyslovky.

## Hráčská kariéra
Jeho hokejová kariéra začala ve Vlašimi a v dorostu Mladé Boleslavi. Základní vojenskou službu začal v HC Tábor, následně pokračoval v HC Dukla Jihlava, kde zůstal i další dvě sezóny. Odměnou mu byl titul mistra ligy. Během své kariéry vystřídal nezvykle vysoký počet klubů (bližší výčet ve vedlejším infoboxu), hokejové soutěže hrál v Československu/Česku, Finsku, Švédsku, Švýcarsku, Slovensku, Německu a Itálii, kde zakončil kariéru. V sezóně 1993–1994 zkoušel své štěstí i za oceánem, v soutěži AHL, ve farmářském týmu St. John's Maple Leafs.
Dle jeho vlastních slov se nejraději na klubové úrovni ohlíží za třemi etapami. "První byla ta jihlavská. Pak je to pobyt ve Slavii. A nakonec Finsko," vysvětluje. "Slavia tehdy pomalu stoupala vzhůru. Nebyl to klub, který by tehdy myslel na titul. Ale šli jsme postupně. Vždycky mi vyhovovaly týmy, kde panovala spíš klidnější atmosféra. Kde neměli nastavené ty nejvyšší cíle. To jsem zažil jenom počátkem 90. let v Jihlavě. Slavia dávala dohromady silný kádr a mně se tam dařilo. Z mého hlediska to bylo zajímavé období," přidává. V létě 2000 přestoupil do Finska. Jednu sezónu působil v Ässät Pori, tři sezony pak v Hämeenlinně. "Ve Finsku se nám s rodinou líbilo po všech stránkách. Vyhovoval mi hokej, hodně si mě získalo chování lidí. Celá tamní společnost. Když jsme jezdili na léto domů, býval to někdy dost trpký návrat do reality. Finové jsou srdeční a milí lidí. Sice žijí v tvrdším přírodním prostředí, ale možná i proto mají k sobě víc respektu." Za československou reprezentaci odehrál 6 zápasů, ve kterých vstřelil 2 góly. Za českou reprezentaci přidal dalších 55 zápasi, ve kterých vstřelil dalších 10 gólů.

## Trenérská kariéra
V posledních letech, mimo sezónu, se zapojoval jako trenér do projektu HokejoveTreninky.cz. Trénoval mladé hokejisty při nedělních trénincích na ZS Hasa, tak i amatérské hobby hráče na pravidelných dopoledních trénincích ve všedních dnech v letňanské IceAréně.
Od roku 2013 je trenérem hokejové mládeže v HC Slavia Praha.

## Ocenění a úspěchy
- 2003 SM-l - Trofej Aarne Honkavaarana
- 2003 SM-l - Trofej Veli-Pekka Ketolana
- 2005 Postup s týmem Leksands IF do SEL

## Klubová statistika
| Sezóna        | Klub                         | Soutěž        |     | Základní část | Základní část | Základní část | Základní část | Základní část |    | Play off | Play off | Play off | Play off | Play off |
| Sezóna        | Klub                         | Soutěž        | Z   | G             | A             | B             | TM            | Z             | G  | A        | B        | TM       |          |          |
| 1987–88       | TJ Auto Škoda Mladá Boleslav | 1.ČSHL        | —   | 1             | —             | —             | —             | —             | —  | —        | —        | —        |          |          |
| 1988–89       | TJ Auto Škoda Mladá Boleslav | 1.ČSHL        | —   | 6             | —             | —             | —             | —             | —  | —        | —        | —        |          |          |
| 1989–90       | TJ Vodní stavby Tábor        | 1.ČSHL        | 33  | 10            | 20            | 30            | —             | —             | —  | —        | —        | —        |          |          |
| 1990–91       | ASD Dukla Jihlava            | ČSHL          | 23  | 7             | 6             | 13            | 6             | —             | —  | —        | —        | —        |          |          |
| 1991–92       | ASD Dukla Jihlava            | ČSHL          | 37  | 14            | 17            | 31            | 22            | —             | —  | —        | —        | —        |          |          |
| 1992–93       | ASD Dukla Jihlava            | ČSHL          | 36  | 17            | 17            | 34            | 18            | —             | —  | —        | —        | —        |          |          |
| 1993–94       | HC Škoda Plzeň               | ČHL           | 33  | 10            | 13            | 23            | 12            | —             | —  | —        | —        | —        |          |          |
| 1993–94       | St. John's Maple Leafs       | AHL           | 8   | 2             | 3             | 5             | 4             | 10            | 3  | 4        | 7        | 2        |          |          |
| 1994–95       | HC Interconex Plzeň          | ČHL           | 40  | 14            | 4             | 18            | 24            | 3             | 0  | 0        | 0        | 14       |          |          |
| 1995–96       | HC ZKZ Plzeň                 | ČHL           | 17  | 5             | 7             | 12            | 14            | —             | —  | —        | —        | —        |          |          |
| 1995–96       | HC Slavia Praha              | ČHL           | 22  | 5             | 9             | 14            | 37            | 7             | 3  | 2        | 5        | 16       |          |          |
| 1996–97       | HC Slavia Praha              | ČHL           | 49  | 14            | 27            | 41            | 16            | 3             | 0  | 1        | 1        | 6        |          |          |
| 1997–98       | HC Slavia Praha              | ČHL           | 48  | 14            | 19            | 33            | 34            | 5             | 3  | 2        | 5        | 0        |          |          |
| 1998–99       | HC Slavia Praha              | ČHL           | 52  | 15            | 32            | 47            | 82            | —             | —  | —        | —        | —        |          |          |
| 1999–00       | HC Slavia Praha              | ČHL           | 49  | 11            | 18            | 29            | 24            | —             | —  | —        | —        | —        |          |          |
| 2000–01       | Ässät Pori                   | SM-l          | 54  | 9             | 17            | 26            | 50            | —             | —  | —        | —        | —        |          |          |
| 2001–02       | HPK                          | SM-l          | 54  | 15            | 26            | 41            | 40            | 8             | 3  | 4        | 7        | 24       |          |          |
| 2002–03       | HPK                          | SM-l          | 52  | 28            | 27            | 55            | 48            | 13            | 2  | 4        | 6        | 8        |          |          |
| 2003–04       | HPK                          | SM-l          | 54  | 13            | 17            | 30            | 64            | 8             | 0  | 4        | 4        | 4        |          |          |
| 2004–05       | HC JME Znojemští Orli        | ČHL           | 17  | 0             | 4             | 4             | 8             | —             | —  | —        | —        | —        |          |          |
| 2004–05       | Leksands IF                  | Hall.         | 12  | 4             | 7             | 11            | 10            | 10            | 4  | 2        | 6        | 16       |          |          |
| 2005–06       | Forward Morges HC            | NLB           | 20  | 5             | 10            | 15            | 52            | —             | —  | —        | —        | —        |          |          |
| 2005–06       | HC Ambrì-Piotta              | NLA           | 2   | 2             | 0             | 2             | 2             | —             | —  | —        | —        | —        |          |          |
| 2005–06       | Lukko Rauma                  | SM-l          | 16  | 4             | 4             | 8             | 16            | —             | —  | —        | —        | —        |          |          |
| 2006–07       | HK Dynamax - Oil Nitra       | SHL           | 14  | 1             | 4             | 5             | 24            | —             | —  | —        | —        | —        |          |          |
| 2006–07       | Vsetínská hokejová           | ČHL           | 6   | 0             | 0             | 0             | 4             | —             | —  | —        | —        | —        |          |          |
| 2006–07       | WSV Sterzing Broncos         | Serie A2      | 18  | 12            | 23            | 35            | —             | —             | —  | —        | —        | —        |          |          |
| 2007–08       | VHS HC Benešov               | 2.ČHL         | 11  | 5             | 6             | 11            | 20            | —             | —  | —        | —        | —        |          |          |
| 2007–08       | Wölfe Freiburg               | Oberliga      | 37  | 21            | 42            | 63            | 56            | 10            | 3  | 5        | 8        | 45       |          |          |
| 2008–09       | Wölfe Freiburg               | 2.Bun         | 47  | 6             | 24            | 30            | 74            | 2             | 0  | 0        | 0        | 2        |          |          |
| 2009–10       | HC Vodní Lvi Benešov         | 2.ČHL         | 4   | 4             | 4             | 8             | 4             | —             | —  | —        | —        | —        |          |          |
| 2009–10       | SV Kaltern                   | Serie A2      | 21  | 9             | 28            | 37            | 12            | 4             | 1  | 1        | 2        | 8        |          |          |
| 2010–11       | SV Kaltern                   | Serie A2      | 28  | 13            | 23            | 36            | 28            | 11            | 6  | 6        | 12       | 12       |          |          |
| 2012–13       | HC Samina Rankweil           | SwissDiv4     | 3   | 1             | 6             | 7             | 0             | —             | —  | —        | —        | —        |          |          |
| Celkem v ČSHL | Celkem v ČSHL                | Celkem v ČSHL | 96  | 38            | 40            | 78            | 46            | —             | —  | —        | —        | —        |          |          |
| Celkem v ČHL  | Celkem v ČHL                 | Celkem v ČHL  | 333 | 88            | 133           | 221           | 255           | 29            | 12 | 8        | 20       | 38       |          |          |
| Celkem v SM-l | Celkem v SM-l                | Celkem v SM-l | 230 | 69            | 91            | 160           | 218           | 29            | 5  | 12       | 17       | 36       |          |          |

## Reprezentace
| Rok                       | Tým                       | Soutěž                    | Z | G | A | B | TM |
| ------------------------- | ------------------------- | ------------------------- | - | - | - | - | -- |
| 1999                      | Česko                     | MS                        | 4 | 0 | 0 | 0 | 0  |
| Seniorská kariéra celkově | Seniorská kariéra celkově | Seniorská kariéra celkově | 4 | 0 | 0 | 0 | 0  |